# Chantal Ouoba
Chantal Ouoba, född 2 september 1975, är en friidrottare från Burkina Faso. Hon deltog vid olympiska sommarspelen 1996.